# Theodosia Blachford
Theodosia Blachford (1744 - 9 novembre 1817) est une philanthrope et une figure importante du méthodisme irlandaise,.

## Biographie

### Enfance
Theodosia Blachford est née Theodosia Tighe en 1744 à Rosanna, dans le comté de Wicklow. Elle est la seule fille de William Tighe et de sa première épouse Dame Marie Tighe de Rathmore, dans le comté de Meath. Elle a trois frères, William, Edward, et Richard. Ses grands-parents maternels sont John Bligh, 1er comte de Darnley et Théodosie Bligh, 10e baronne de Clifton. Dame Tighe est morte alors que Blachford est encore jeune et son père épouse l'héritière Marguerite Theaker, qui ont ensemble un fils et une fille. La relation entre Blachford et sa belle-mère, d'abord difficile, s'est améliorée au fil du temps. Blachford est considérée comme une enfant intelligent qui s'est largement instruite par elle-même à l'aide de la bibliothèque de son père. En plus de son éducation autodidacte, Blachford passe une grande partie de sa jeunesse à s'occuper de son père qui souffre de la goutte. Elle est élevée au sein de l'Église d'Irlande mais est inspirée pour trouver une nouvelle religion à l'âge de 17 ans, ce qui l'amène à beaucoup lire sur les questions religieuses et à « renoncer au monde »,.

### Conversion au méthodisme
En 1770, Theodosia Blachford épouse le révérend William Blachford, prébendier de Tassasagart. Le révérend Blachford est un bibliothécaire aux bibliothèques St Patrick et Marsh à Dublin. Ils ont un fils et une fille, Mary Tighe. Elle est veuve en mai 1773. Elle dirige personnellement l'éducation de sa fille. Vers 1775, elle se convertit au méthodisme, c'était probablement dû à son deuil ou à l'influence d'Agnès Smyth. Elle assiste à la Whitefriar Street Church. Compte tenu de sa position sociale, elle devient une figure importante dans la communauté méthodiste de Dublin. En juin 1788, John Wesley l'appelle « l'un de nos joyaux » dans sa correspondance. Blachford écrit un certain nombre de tracts religieux et traduit la vie de Jeanne de Chantal, fondatrice de l'Ordre de la Visitation. Sa belle-sœur, Sarah Tighe (1743-1820) s'est également convertit au méthodisme.

### Philanthropie
Si Theodosia Blachford est relativement riche, elle vit une vie frugale, donnant une grande part de ses revenus supplémentaires à des œuvres de charité. Elle fait don au couvent de la Madeleine sur Leeson Street et participe à la fondation de la Female Orphan House en 1790, et de la House of Refuge sur Baggot Street en 1802. Les deux sont fondées pour aider les jeunes femmes sans-abri et sans-emploi. Elle est également présumée avoir personnellement formé un certain nombre de pauvres filles. Elle se réfère à son travail comme une « providentielle bénédiction » qui la « sauve de la stupide indolence ». Elle n'approuve pas le mariage de sa fille avec son cousin au premier degré Henry Tighe, et a fortement désapprouvé son mode de vie frivole. Cependant, elle passe un temps important en Angleterre à s'occuper et soigner sa fille qui meurt finalement de la tuberculose en 1810. Elle a brièvement survécu à son fils, John, et meurt le 9 novembre 1817. On ne sait pas où elle est enterrée.

## Postérité
Sa correspondance avec ses enfants est conservée à la Bibliothèque nationale d'Irlande.